# Pierre Thévenard
Pour les articles homonymes, voir Thévenard.
Pierre Thévenard est un réalisateur français né le 11 septembre 1901  dans le 16e arrondissement de Paris, et mort le 27 avril 1992 à Saint-Pair (Calvados).

## Biographie
Médecin, employé par l'Institut Pasteur au sein duquel il est chargé à partir de 1948 des travaux du laboratoire du film scientifique, Pierre Thévenard a réalisé de nombreux documentaires.
Il est l'auteur d'un long métrage de fiction, Le Vrai Coupable, sorti en 1951.

## Filmographie
- 1951 : Le Vrai Coupable

## Récompenses
- 1955 : Prix du documentaire au Festival de Venise pour Les Aventures d'une mouche bleue

## Publications
- Le Cinéma scientifique français, avec Guy Tassel, préface de Jean Painlevé, Éditions de la Jeune Parque, 1948